# Charles William Alcock
Charles William Alcock (ur. 2 grudnia 1842 w Sunderlandzie, zm. 26 lutego 1907 w Londynie) – angielski piłkarz i krykiecista, działacz piłkarski, inicjator międzypaństwowych meczów piłkarskich i krykietowych, twórca najstarszych na świecie klubowych rozgrywek w piłce nożnej – Pucharu Anglii.

## Wczesne lata i kariera piłkarska
Urodził się w Sunderlandzie, jednak w wieku nastoletnim przeprowadził się wraz z rodzicami do Chingford, położonym wówczas w hrabstwie Essex, dzisiejszej dzielnicy północnego Londynu. W 1859 ukończył szkołę publiczną w Harrow. W tym samym roku, wraz ze starszym bratem Johnem utworzył klub piłkarski Forest Football Club, późniejszy Wanderers, który, w latach siedemdziesiątych XIX wieku pięciokrotnie triumfował w rozgrywkach o Puchar kraju. W latach 1869–1872 występował także w zespole Upton Park.

### Mecze w reprezentacji
Był inicjatorem pierwszego nieoficjalnego meczu międzypaństwowego. 5 marca 1870 na stadionie krykietowym Kennington Oval spotkały się reprezentacje Anglii i Szkocji. W latach 1870–1872 rozegrano w sumie pięć takich spotkań; we wszystkich Alcock wystąpił, w czterech był kapitanem. 30 listopada 1872 roku reprezentacja Anglii rozegrała pierwszy oficjalny mecz międzypaństwowy. Zarówno w nim jak i w czterech następnych Alcock był w składzie meczowym, jednak wystąpił tylko w jednym, rozegranym 6 marca 1875. Ponownie był kapitanem reprezentacji Anglii w meczu przeciwko Szkocji; zdobył w tym spotkaniu bramkę.
| #  | Data         | Miejsce                 | Mecz             | Wynik | Bramki | Rozgrywki       |
| -- | ------------ | ----------------------- | ---------------- | ----- | ------ | --------------- |
| 1. | 6 marca 1875 | Kennington Oval, Londyn | Anglia - Szkocja | 2:2   | 2:1    | mecz towarzyski |

## Działalność w Związku, Puchar Anglii
Charles Alcock wstąpił w szeregi The Football Association w 1866 roku. W latach 1870–1895 był sekretarzem, w 1877 roku skarbnikiem, zaś od 1896 do 1907 był wiceprezydentem Związku.
20 lipca 1871 roku w siedzibie gazety Sportsman, Alcock przedstawił pomysł utworzenia rozgrywek piłkarskich. Zaproponował by mecze rozgrywano systemem pucharowym do momentu wyłonienia zwycięzcy. Związek zatwierdził wprowadzenie turnieju, do którego przystąpić mogły wszystkie kluby w nim zrzeszone. W listopadzie 1871 rozegrano 1. rundę turnieju; przystąpiło doń 15 zespołów. Pierwszym triumfatorem był Wanderers, którego Alcock był kapitanem.
Był sędzią dwóch meczów finałowych o Puchar w 1875 i 1879 roku.